# 文京区小2女児殺害事件
文京区小2女児殺害事件（ぶんきょうくしょうにじょじさつがいじけん）とは、1954年（昭和29年）4月19日に東京都文京区の小学校内で起こったヒロポン中毒者による性犯罪および薬物犯罪を伴った殺人事件である。
当時は被害者の名前から採られた事件名でも呼ばれ、世間に大きなショックを与えた。
この事件を機に、覚醒剤取締法が厳罰化され、全国の学校の安全対策が見直されるようになった。

## 経緯
1954年（昭和29年）4月19日、東京都文京区の元町小学校で、2年生の女児（当時7歳）が授業中に用を足しに行くと友人に言い残し教室から出て行った。授業が始まっても女児は教室に戻ってこなかったが、担任は近くにある自宅まで忘れ物でも取りに戻ったのだろうと思い、大して気にかけなかった。しかし友人に言い残してから2時間経過しても女児は戻らず、ようやく担任やクラスメイトが手分けして学校中を探し、正面玄関横にあるトイレ内で女児は遺体で発見された。女児は下着を口に詰められ暴行された上、絞殺されていた。
警察の捜査により、トイレの配管から容疑者のものと思われるイニシャル入りのハンカチを発見。これが決め手となり、同年4月29日にS（当時20歳）を都内の自宅に戻ったところを強姦致死容疑で逮捕した。
Sは静岡県の療養所で結核治療中だったが、ヒロポン中毒で問題ばかり起こしており、事件当日も無断で外出して東京の友人宅に借金に行ったが、友人が留守だったため、周囲を散歩しているうちに小便がしたくなり、近所の元町小学校に入り、トイレを借りた。
当時、小学校は誰でも入れる開かれた施設であり、特にトイレは公衆便所の役割を果たしていた。Sがトイレで小便をすませると、同じトイレ内で戸を少し開けて用を足している女児を見て欲情し、強制わいせつ行為をしようと近づき、泣き出した彼女の口を塞ぎ、暴行して殺害した。
- 1955年4月15日 - 東京地裁で死刑判決。
- 1956年10月25日 - 最高裁で上告棄却。
- 1957年6月22日 - 宮城刑務所で死刑執行。享年22。

事件当時の東京を舞台にした中井英夫のアンチミステリ『虚無への供物』に、この事件や死刑囚について言及されている（1審判決日が3月15日になっている）。

## 関連書籍
- 加賀乙彦『死刑囚の記録』（1980年、中央公論社）
- 加賀乙彦『宣告』（1979年、新潮社。のち新潮文庫）
- 大塚公子『あの死刑囚の最後の瞬間』（1992年、ライブ出版）。文庫版タイトル『死刑囚の最後の瞬間』（1996年、角川書店）